# Adriaen van Nieulandt

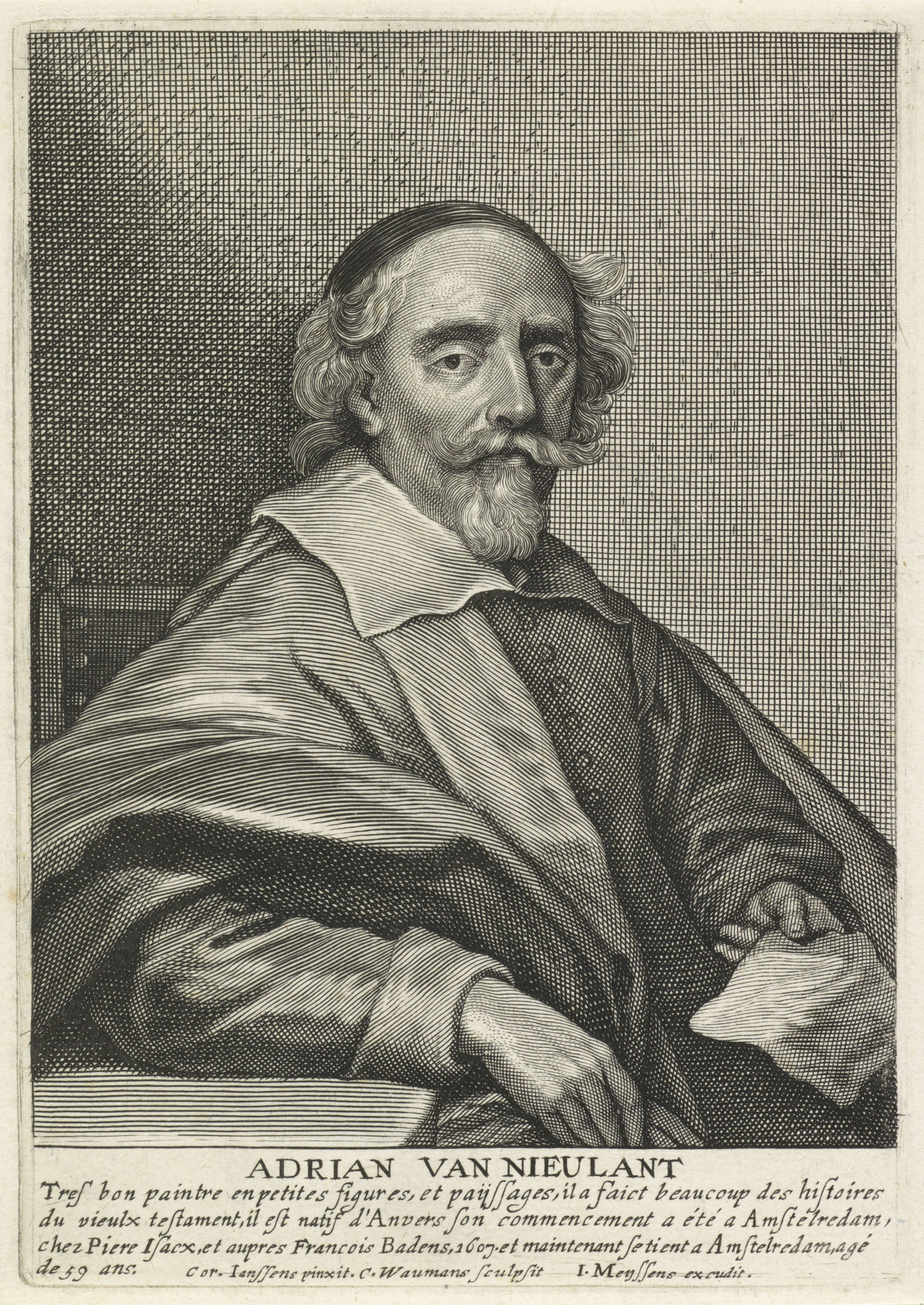
Adriaen van Nieuwlandt da un ritratto di Cornelis Janssens van Ceulen in Het Gulden Cabinet.

Adriaen van Nieulandt (Anversa, 1586 o 1587 – Amsterdam, 7 luglio 1658) è stato un pittore e incisore olandese di origine fiamminga. È noto per i suoi dipinti di storia con soggetti biblici e mitologici, che spesso incorporano nudi eleganti, ritratti, tra cui ritratto di gruppo della schutterij, dipinti di genere e nature morte..

## Biografia

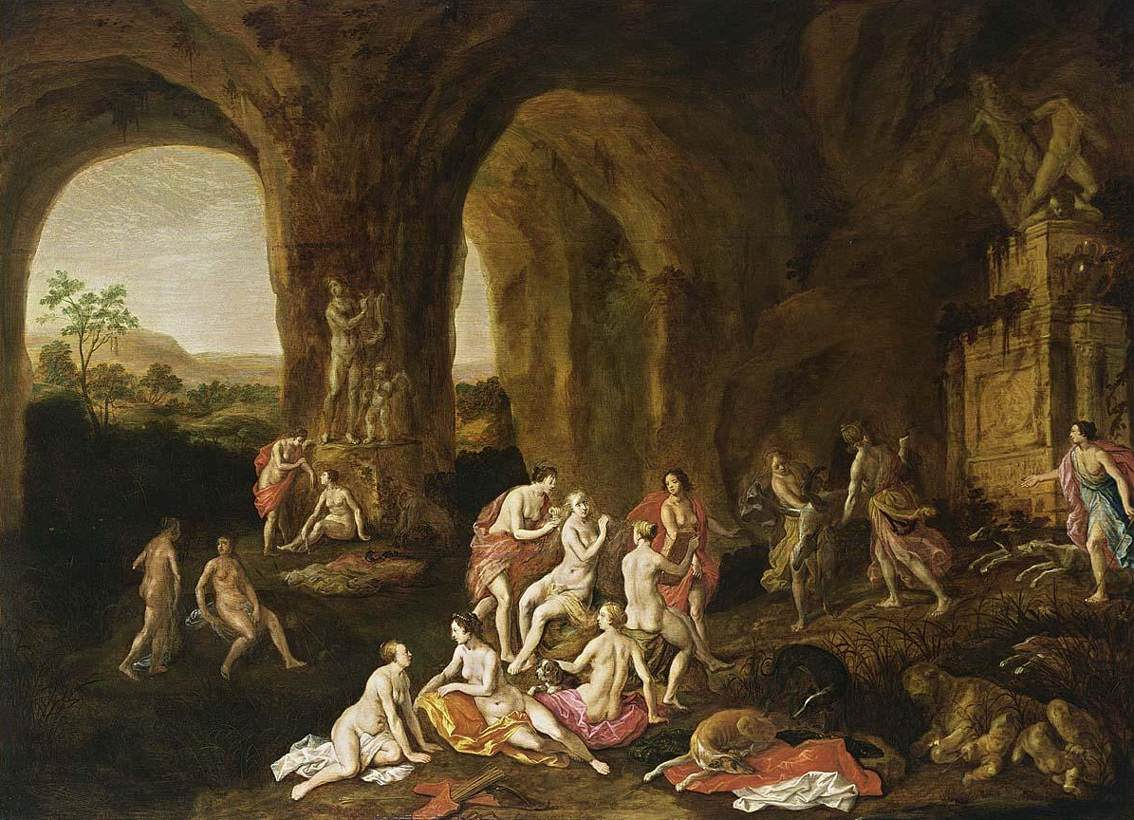
Diana e le sue ninfe

Nacque ad Anversa nel 1586 o nel 1587come figlio di Adriaen van Nieulandt il Vecchio  (morto nel 1603) e di Geertruyd Loyson (morto nel 1627 circa). Suo padre era un mercante di penne, così come suo nonno, che fu ammesso come maestro della Corporazione di San Luca di Anversa nel 1573. La sua famiglia comprendeva diversi artisti, tra cui suo zio Guilliam o Willem van Nieulandt (I), che era un pittore e disegnatore che lavorò a Roma. Adriaen  si trasferì con la sua famiglia ad Amsterdam nel 1589, dopo l' Assedio di Anversa, probabilmente perché erano protestanti o semplicemente per ragioni economiche, poiché all'epoca il mercato dell'arte nei Paesi Bassi settentrionali stava andando molto bene. 
I figli di Adriaen van Nieulandt il Vecchio - Adriaen il Giovane, Willem van Nieulandt il Giovane e Jacob van Nieulandt - divennero tutti pittori. Adriaen il Giovane fu allievo di Pieter Isaacsz (1569-1625) e Frans Badens (1571-1618) ad Amsterdam. Questi due maestri avevano studiato in Italia ed erano in grado di trasmettergli la loro conoscenza delle nuove tendenze della pittura europea.  Secondo Arnold Houbraken, si specializzò in pittura statuaria e paesaggi. Secondo quanto riportato su Het Gulden Cabinet, realizzò diversa scene dall'Antico Testamento.

Natura morta vanitas

## Collezioni pubbliche
- Rijksmuseum, Amsterdam
- Amsterdams Historisch Museum, Amsterdam
- Frans Hals Museum, Haarlem
- Museum de Fundatie, Zwolle
- Hessisches Landesmuseum Darmstadt, Darmstadt
- Herzog Anton Ulrich-Museum, Braunschweig